# 和泉竜司
和泉 竜司（いずみ りゅうじ、1993年11月6日 - ）は、三重県四日市市出身のプロサッカー選手。Jリーグ・名古屋グランパス所属。ポジションはミッドフィールダー（MF）。

## プロ入り前
小学校3年生時に仲の良かった友人に誘われて、地元のサッカー少年団でサッカーを始める。監督を務めていた三重県の技術委員の指導の下、フォワードを中心に様々なポジションを経験し、5年生時には東海大会にも出場した。県選抜への選出経験もある実力者で、中学進学時に名古屋グランパスU-15のセレクションに合格するが、愛知県豊田市の練習場まで通うことが困難であったことから辞退し、地元の強豪・FC四日市へと所属した。
「親元を離れてサッカーがしたい」との思いから、高校は千葉県の船橋市立船橋高等学校へと進学。この進路はFC四日市監督の勧めでもあり、当時のサッカー部には3年生に1人、2年生に3人のFC四日市出身者が在籍していた。2年生時の平成22年度全国高等学校総合体育大会ではレギュラーではなかったが、3回戦でスタメンで起用されると2得点、準々決勝で3得点を挙げるなど4試合で7得点の活躍でチームの全国制覇に大きく貢献し、自身も大会得点王に輝いた。3年生時はキャプテンとしてチームを牽引し、第90回全国高等学校サッカー選手権大会でも全国制覇を経験している。高校卒業後のプロ入りも噂されたが、和泉本人は「複数のクラブからオファーが来るくらいの選手でなければプロで通用しない」と考えており、3年生に進級する頃までに複数のクラブからのオファーがなければ大学に進学することを決めていた。5月までに具体的なオファーがなかったことから大学進学を志し、高校の先輩が進学していて、プロ選手も多数輩出している明治大学を志望した。
明治大学では1年生時からスタメンとして試合に出場したが、本職のトップ下には先輩の三田啓貴が定着していたことから、1年生時の和泉は右サイドハーフで起用され、三田が卒業した2年生時からトップ下で起用された。2年時、4年時に関東大学1部リーグのベストイレブン。4年時にはベストヒーロー賞も受賞したが、全日本大学サッカー選手権大会では準決勝で敗れた。

## クラブ経歴

### 名古屋グランパス
|                  | 2016 | 2017 | 2018 | 2019 |
| ---------------- | ---- | ---- | ---- | ---- |
| フォワード       | 4    | 0    | 0    | 0    |
| 左サイドハーフ   | 0    | 6    | 2    | 19   |
| トップ下         | 4    | 1    | 1    | 1    |
| 右サイドハーフ   | 0    | 0    | 3    | 0    |
| 左ウィングバック | 0    | 4    | 0    | 2    |
| センターハーフ   | 0    | 11   | 8    | 2    |
| 右ウィングバック | 0    | 2    | 1    | 1    |
| 左サイドバック   | 0    | 10   | 1    | 1    |
| センターバック   | 0    | 2    | 4    | 0    |
| 右サイドバック   | 0    | 0    | 1    | 0    |

大学卒業に際して4つのクラブからオファーを受け、自分のスタイルが活きると考えたことと、地元に近いことなどから名古屋グランパスを選んだ。2016年に入団すると、5月4日の第10節の横浜F・マリノス戦でプロ初得点を挙げる。和泉は1年目ながらも出場機会を得ていたが、チームの調子は上がらずクラブ史上初のJ2降格を喫することとなる。
2017年。前年に味わった悔しさを原動力に和泉は奮起し、1年でのJ1復帰に大きく貢献した。新監督の風間八宏は3バックと4バックを併用する過程で、和泉を左サイドを中心とした後方寄りの複数ポジションで起用した。一見すると「守備の何でも屋」とも言える状態ではあったが、これには細かいパスと積極的な縦パスで相手の守備組織を破壊する風間のサッカーにおいて、その鍵となる後方から攻撃を組み立てる重要な役割として和泉の技術やセンスを買ってのことであった。
2018年にはクラブからの要望で「DF登録」となったものの、シーズン中は左サイドを中心とした攻撃的なポジションを渡り歩いた。2019年は一転して左サイドハーフで多くの試合に出場し、キャリアハイの6ゴールを記録した。

### 鹿島アントラーズ
2020年、鹿島アントラーズに完全移籍で加入。鹿島は大学在学中から和泉に熱烈なオファーを送っていたクラブの1つであり、5年ごしのオファーに更なる成長を求めた和泉が応えた形であった。鹿島に所属した3年間は、アントニオ・カルロス・ザーゴが率いた2年間は左サイドハーフで起用され、レネ・ヴァイラーが率いた1年はボランチや右サイドハーフを中心にサイドバック・フォワードなどでも起用された。

### 名古屋グランパス（第2期）
| 2024年 ナビスコカップ決勝 永井 和泉 森島 徳元 椎橋 稲垣 野上 河面 三國 内田 ランゲラック |

2023年、名古屋グランパスへ完全移籍で復帰。自ら志願して背番号7を背負い、主にウィングバックとして多くの試合に出場、6月3日の第16節では復帰後初ゴールを挙げた。
2024年は2トップを活かす1ボランチ・2シャドーへの戦術転換が図られたものの、キャンプ中から相次いだ怪我による離脱の影響で開幕早々にシステムが戻されていた。和泉は当初はシャドーのポジションで起用される予定であったが、序盤は手薄となった左ウィングバックで起用せざるを得ない状況となっていたが、監督の長谷川健太は和泉の最適なポジションは前線であると考えていた。夏に徳元悠平が加入すると和泉の前線起用が可能となり、9月18日の第29節からはこの配置に転換したことでチームは好調に転じ、2度目のルヴァンカップ制覇へと繋がった。

## 選手としての特徴
ゴールに絡むプレーを強みとし攻撃的なポジションを本職とするものの、ボールコントロールの巧さや素早い攻守の切り替えを武器に様々なポジションでプレー可能なユーティリティープレイヤー。大学時代から右サイドハーフ・トップ下・フォワードなど攻撃的なポジションを幅広くこなすユーティリティ性が評価されており、プロ入り後はゴールキーパーや純粋なセンターバック以外の全てのポジションを経験してプレーの幅を広げた。鹿島でスカウト部長を務めた椎本邦一は「点にも絡めて周りも使える、技術もしっかりしてサッカーIQも高い、一言で言えば『何でもできる選手』」と評した。

## エピソード
- 2011年度の全国高校サッカー選手権大会では、高校サッカーファンが選ぶ選手権MVPに選出された[28]。
- 明治大学で和泉を指導した栗田大輔が指導歴の中で印象に残っている選手について尋ねられた際、「和泉竜司はなかなか見たことがないレベルの選手なので、彼にはこの先の日本サッカーを引っ張っていく存在になってほしいなと、いちサッカーファンとして思っています。」と回答している[29]。

## 所属クラブ
- FC四日市
- 船橋市立船橋高等学校
- 明治大学
  - 2015年9月 - 同年12月  名古屋グランパス（特別指定選手）
- 2016年 - 2019年  名古屋グランパス
- 2020年 - 2022年  鹿島アントラーズ
- 2023年 -  名古屋グランパス

## 個人成績
| 国内大会個人成績 | 国内大会個人成績 | 国内大会個人成績 | 国内大会個人成績 | 国内大会個人成績 | 国内大会個人成績 | 国内大会個人成績 | 国内大会個人成績 | 国内大会個人成績 | 国内大会個人成績 | 国内大会個人成績 | 国内大会個人成績 |
| 年度             | クラブ           | 背番号           | リーグ           | リーグ戦         | リーグ戦         | リーグ杯         | リーグ杯         | オープン杯       | オープン杯       | 期間通算         | 期間通算         |
| 年度             | クラブ           | 背番号           | リーグ           | 出場             | 得点             | 出場             | 得点             | 出場             | 得点             | 出場             | 得点             |
| 日本             | 日本             | 日本             | 日本             | リーグ戦         | リーグ戦         | リーグ杯         | リーグ杯         | 天皇杯           | 天皇杯           | 期間通算         | 期間通算         |
| ---------------- | ---------------- | ---------------- | ---------------- | ---------------- | ---------------- | ---------------- | ---------------- | ---------------- | ---------------- | ---------------- | ---------------- |
| 2014             | 明大             | 10               | 他               | -                | -                | -                | -                | 2                | 1                | 2                | 1                |
| 2016             | 名古屋           | 29               | J1               | 14               | 1                | 2                | 0                | 1                | 0                | 17               | 1                |
| 2017             | 名古屋           | 29               | J2               | 39               | 1                | -                | -                | 2                | 0                | 41               | 1                |
| 2018             | 名古屋           | 29               | J1               | 32               | 2                | 3                | 0                | 2                | 0                | 37               | 2                |
| 2019             | 名古屋           | 29               | J1               | 31               | 6                | 6                | 0                | 0                | 0                | 37               | 6                |
| 2020             | 鹿島             | 11               | J1               | 27               | 3                | 2                | 0                | -                | -                | 29               | 3                |
| 2021             | 鹿島             | 11               | J1               | 23               | 1                | 3                | 1                | 3                | 0                | 29               | 2                |
| 2022             | 鹿島             | 11               | J1               | 30               | 1                | 7                | 0                | 3                | 1                | 40               | 2                |
| 2023             | 名古屋           | 7                | J1               | 28               | 3                | 7                | 1                | 4                | 1                | 39               | 5                |
| 2024             | 名古屋           | 7                | J1               | 30               | 3                | 6                | 0                | 0                | 0                | 36               | 3                |
| 2025             | 名古屋           | 7                | J1               |                  |                  |                  |                  |                  |                  |                  |                  |
| 通算             | 日本             | 日本             | J1               | 215              | 20               | 36               | 2                | 13               | 2                | 264              | 24               |
| 通算             | 日本             | 日本             | J2               | 39               | 1                | -                | -                | 2                | 0                | 41               | 1                |
| 通算             | 日本             | 日本             | 他               | -                | -                | -                | -                | 2                | 1                | 2                | 1                |
| 総通算           | 総通算           | 総通算           | 総通算           | 254              | 21               | 36               | 2                | 17               | 3                | 307              | 26               |

出場歴
- Jリーグ初出場 - 2016年4月10日 J1 1stステージ第6節大宮アルディージャ戦 (豊田スタジアム)
- Jリーグ初得点 - 2016年5月4日 J1 1stステージ第10節 横浜F・マリノス戦 (豊田スタジアム)

その他の公式戦
- 2017年
  - J1昇格プレーオフ 2試合0得点

その他の国際公式戦
- 2020年
  - AFCチャンピオンズリーグ2020・プレーオフ 1試合0得点

## タイトル

### クラブ
名古屋グランパス
- Jリーグカップ（2024年）

## 代表歴
- 日本高校サッカー選抜
  - NEXT GENERATION MATCH（2012年）
- U-19日本代表候補（2012年）
- U-20日本代表（2013年）
- 全日本大学選抜
  - デンソーカップサッカー（2015年）